# Assicurazioni Generali
Assicurazioni Generali — крупнейшая страховая компания Италии и одна из крупнейших в Европе. Штаб-квартира находится в Триесте. Деятельность компании сосредоточена в Европе, на Ближнем Востоке и в Восточной Азии. Компания в 2023 году занимала 137-е место в списке Fortune Global 500.

## История

### Деятельность в XIX веке
До конца Первой мировой войны Триест был важнейшим портом Австро-Венгерской империи. Как следствие здесь было хорошо развито страхование. На 1825 год в Триесте действовало 20 страховых компаний. 26 декабря 1831 года Джузеппе Лаццано Морпурго с группой финансистов и торговцев Триеста основали «Assicurazioni Generali Austro-Italiche». В отличие от большинства других страховщиков Триеста, компания не ограничивалась страхованием морской торговли, а была универсальной, на что указывало слово Generali. Почти сразу же была основана вторая штаб-квартира в Венеции. В первые два года были открыты отделения во всех крупных городах Австро-Венгрии. В 1832 году создан филиал во Франции, в 1835 году — в Германии, Швейцарии, Трансильвании и Галиции. Наиболее успешно шло развитие компании в Восточной Европе и на Ближнем Востоке. В 1851 году было открыто отделение в Александрии (Египет). К концу XIX века география деятельности охватила также Азию (Индия, Цейлон, Китай), были открыты отделения в Калифорнии и Чили. В 1894 году был основан торговый банк Banca Commerciale Italiana, с которым у компании сразу установились партнёрские отношения.

### Начало и середина XX века
В 1918 году Триест стал частью Италии, и компания взяла себе новый логотип, изображающий льва святого Марка, символ Венеции. В следующее десятилетие под руководством Эдгардо Морпурго (с 1920 года) компания продолжила рост, особенно в европейских странах. С установлением в Италии фашистского режима у компании начались проблемы, поскольку Морпурго и большинство акционеров были евреи. Перед визитом Муссолини в Триест в 1938 году президент компании Морпурго ушёл в отставку. Его место занял умеренный фашист Джино Барончини, который возглавлял компанию в трудные военные и послевоенные годы. По итогам Второй мировой войны компания потеряла 14 филиалов и ряд объектов недвижимости в Восточной Европе. Хоть какую-то компенсацию при национализации удалось получить только от бывших итальянских колоний в Африке (Ливии и Эфиопии). Положение компании осложнялось и продолжавшейся до 1954 года борьбой за Триест между Италией и Югославией. Тем не менее к 1948 году компании удалось полностью восстановить операции в Западной Европе, а потерю восточноевропейского рынка компенсировать наращиванием присутствия в Латинской Америке. Также была куплена страховая компания в Южной Африке. Позиции в США были укреплены покупкой в 1950 году «Buffalo Insurance Company».

### Современный период
В 1990-х годах компания начала возобновлять работу в Восточной Европе, начав в 1989 году с Венгрии. В 1993 году была начата работа в Чехии, в 1996 году — Словении, 1997 году — Словакии, 1999 году — Польше, 2002 году — Хорватии, в 2006 году — Сербии, Черногории и Болгарии.
В 2014 году американское подразделение компании по перестрахованию жизни было куплено группой SCOR за 920 млн долларов.
В июне 2023 года куплен испанский филиал американского страховщика Liberty Mutual. В июле 2023 года была куплена американская компания по управлению активами Conning.

## Руководство
- Андреа Сирони (Andrea Sironi, род. 13 мая 1964 года) — председатель совета директоров с апреля 2022 года. Профессор банковского дела и финансов Университета Боккони, с 2022 года — президент университета. Ранее был председателем Итальянской фондовой биржи, членом советов директоров банков UniCredit, Cassa Depositi e Prestiti, а также Лондонской фондовой биржи[10].
- Филипп Донне (Philippe Donnet, род. 26 июля 1960 года) — генеральный директор (CEO) с марта 2016 года, в компании с 2013 года. С 1985 по 2007 год работал во французской страховой компании AXA.

## Деятельность
В состав группы Generali входят: INA Assitalia, Fata Assicurazioni, Alleanza Assicurazioni, Europ Assistance, La Venezia Assicurazioni, AMB Generali, Genertel, Toro Assicurazioni.
Компания работает в следующих странах: Австрия, Аргентина, Болгария, Бразилия, Венгрия, Вьетнам, Германия, Гонконг, Греция, Индонезия, Индия, Испания, Италия, КНР, Малайзия, Польша, Португалия, Россия, Румыния, Сербия, Словакия, Словения, Таиланд, Турция, Филиппины, Франция, Хорватия, Черногория. Чехия, Чили, Швейцария, Эквадор. По размеру страховых премий основными рынками являются Италия (25,2 млрд евро), Германия (14,4 млрд), Франция (12,7 млрд), Испания (2,3 млрд), Швейцария (1,7 млрд), а также регионы: Австрия, Центральная и Восточная Европа и Россия (7 млрд), Азия (3 млрд), Америка и юг Европы (1,9 млрд).
В Италии является крупнейшей страховой компанией. Занимает первое место по страхованию жизни (16,9 % рынка) и второе по страхованию имущества (13,9 %). Здесь работает 13,4 тысячи сотрудников компании. Вторая крупнейшая в Германии (6,9 % рынка страхования жизни и 5,1 % страхования имущества); 9,5 тысяч сотрудников. Во Франции находится на 8-м месте с долей около 5 %; 6,7 тысяч сотрудников. Второе место занимает также на рынках Чехии и Венгрии, третье — Австрии и Словакии.
Оборот за 2020 год составил 85,2 млрд евро. Из них 64,5 млрд пришлось на страховые премии (из них 43,6 млрд — страхование жизни). Инвестиционный доход составил 7,7 млрд евро. На конец 2020 года активы составили 545 млрд евро. Основная часть активов вложена в облигации (350 млрд евро), в том числе в государственные облигации (193,7 млрд евро, Италии, Франции, Испании и других стран). Компания занимается управлением активами. На конец 2020 года под её управлением было 561 млрд евро.
В России компания владеет пакетом акций (около 40 %) страховой компании Ингосстрах.
За 2024 год компанию получила рекордный чистый доход размером 3,8 млрд евро. Этот показатель стал самым высоким в истории компании. Объём страховых премий составил 95,2 млрд евро.
|                     | 2010  | 2011  | 2012  | 2013  | 2014  | 2015  | 2016  | 2017  | 2018  | 2019  | 2020  | 2021  | 2022  | 2023  |
| ------------------- | ----- | ----- | ----- | ----- | ----- | ----- | ----- | ----- | ----- | ----- | ----- | ----- | ----- | ----- |
| Оборот              | 90,78 | 81,00 | 88,55 | 83,91 | 88,28 | 91,96 | 86,10 | 83,42 | 74,70 | 94,64 | 85,24 | 98,06 | 46,11 | 53,65 |
| Чистая прибыль      | 2,018 | 1,153 | 0,367 | 2,142 | 1,852 | 2,259 | 2,239 | 2,295 | 2,497 | 2,939 | 2,032 | 2,848 | 2,234 | 3,747 |
| Активы              | 422,4 | 423,1 | 441,7 | 384,6 | 427,2 | 500,5 | 521,2 | 537,1 | 515,8 | 514,6 | 544,7 | 586,2 | 503,2 | 508,6 |
| Собственный капитал | 20,06 | 18,12 | 22,57 | 21,40 | 24,19 | 24,71 | 25,67 | 26,18 | 24,64 | 29,85 | 31,79 | 29,31 | 26,65 | 28,97 |

## Generali Real Estate

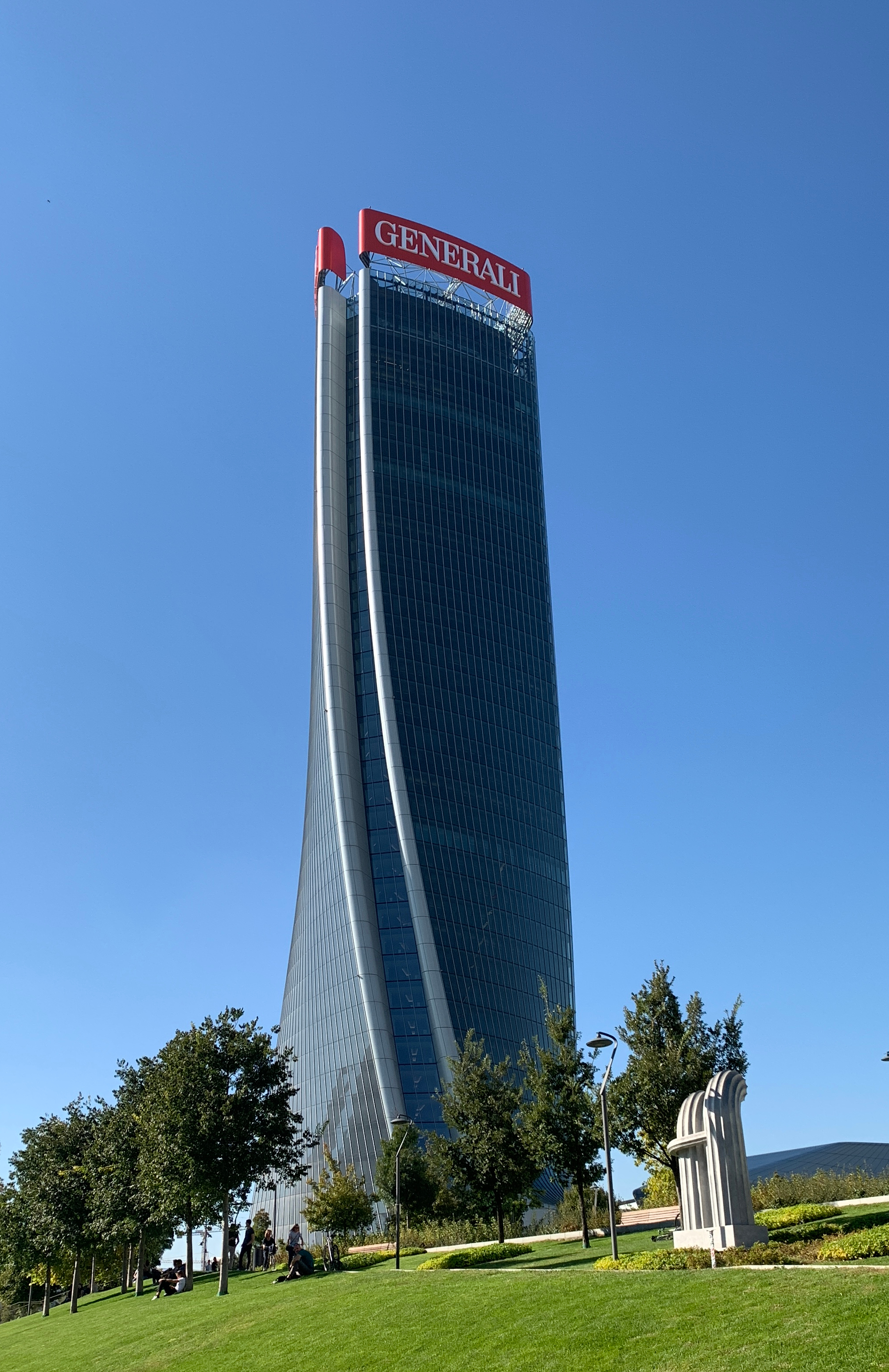
Generali Tower

С самого создания в 1831 году Generali начала инвестировать в недвижимость в Италии. Во второй половине XX века компания начала вкладывать средства в недвижимость в других европейских странах.
«Generali Real Estate» владеет объектами недвижимости в Западной Европе (Лондон, города Франции и стран Бенилюкс), Южной Европе (Италия, Испания, Португалия), Центральной Европе (Германия, Австрия Швейцария), Восточной и Северной Европе (Чехия, Польша, Дания, Швеция, Норвегия, Финляндия), также присутствует в США и Азиатско-Тихоокеанском регионе.
Наиболее крупным объектом в собственности компании является миланский квартал CityLife, включающий три офисных небоскрёба (один из них — Generali Tower), торговый центр и жилые здания, а также большой парк. Общая площадь объекта составляет 366 тыс. м².

## Акционеры
Крупнейшие акционеры компании по состоянию на 2024 год:
- Mediobanca — 13,05 %;
- семья Дель Веккио[англ.] — 9,71 %;
- Франческо Гаэтано Кальтаджироне[англ.] — 6,19 %;
- семья Бенеттон — 4,80 %;
- Fondazione Cassa di Risparmio di Torino[англ.] — 1,62 %;
- Norges Bank — 1,56 %;
- Assicurazioni Generali (казначейские акции) — 1,09 %.